# 名古屋市電笠寺線
笠寺線（かさでらせん）は、かつて愛知県名古屋市に存在した、名古屋市電の路線（路面電車）の一つである。同市瑞穂区の新瑞橋停留場から南区の笠寺西門前停留場までを結んでいた。本項では南区内を走っていた笠寺西門前停留場 - 笠寺駅前停留場間の笠寺延長線（かさでらえんちょうせん）、笠寺駅前停留場から港区の大江町停留場間を結んでいた東臨港線（ひがしりんこうせん）についても記述する。

## 歴史
笠寺線、笠寺延長線、東臨港線はともに「南部循環線建設工事計画」によって太平洋戦争中に開業した（1928年（昭和3年）3月に特許を取得し、建設されずに終わった「循環南線」とは異なる）。
戦時体制移行後、名古屋市電は軍需工場への工員輸送の対策に迫られていた。名古屋市は航空機の一大生産地であったこともあり、戦争激化に伴って名古屋港東岸（東臨港）一帯に広がる航空機工場も拡張の一途を辿っていた。当時、東臨港に至る市電路線は熱田線を経由して五号地（現・築地東埠頭）を終点とする東築地線しかなく、これを改良して六号地（現・大江埠頭）まで延伸（大江線）するとしても輸送不足が予測されたことから、熱田・大江線経由とは別に市東部から東臨港に至る路線が計画された。愛知県生産増強委員会からの賛同や沿線工場からの資金援助を得た名古屋市は、南部循環線各線の早期開通に努めた。建設資材を確保するため、名古屋市は不要不急路線とされた廓内線、千早線、栄町線西裏 - 千種駅前間、八事線大久手 - 千早間を休止してレール等の資材を転用したほか、愛知県も県営臨港線（現・名古屋臨海鉄道所有の臨港線群の前身）からの資材を市電に提供した。
1943年（昭和18年）10月1日に笠寺線区間が、翌1944年（昭和19年）7月31日に東臨港線大江（仮） - 六号地（後の大江町）間が開業。同年11月30日に東臨港線北頭 - 笠寺駅前間の開業をもって笠寺延長線を含む3線が結ばれ全通した。笠寺延長線・東臨港線区間は複数の既設路線との平面・立体交差があり、省線（東海道本線）および名鉄常滑線をオーバーパスする箇所は新設軌道であった。しかし同年12月7日に発生した昭和東南海地震によって常滑線を跨ぐ大江跨線橋が崩壊し、大江（後の港東通）停留場付近が分断されてしまう。跨線橋の応急的な修復は数日で完了したものの、空襲の激化により翌1945年（昭和20年）5月17日をもって六号地 - 大江間は運休となった。
運休区間はいったん軌道が撤去されたが、戦後復興期の軌道改良、延長事業により1952年（昭和27年）5月3日に一部単線で復旧した。その後同区間の複線化や笠寺・大江跨線橋の併用軌道化が進められ、1967年（昭和42年）までに全区間の複線化、併用軌道化が完了した。
笠寺線、笠寺延長線、東臨港線は循環東線などと共に最後まで残った市電路線である。沿線の工場や学校への通勤通学路線として機能し、利用者数は廃止直前まで比較的多かったという。現在、笠寺線新瑞橋停留場 - 桜本町一丁目停留場に相当する区間には地下鉄桜通線が地下を走っているが、同区間以南には対応する鉄道路線がない（南部線という新交通システムが構想されているが、計画の具体的な進展はない）。

### 年表
特記なき項は『日本鉄道旅行地図帳』7号を典拠とする。
- 1943年（昭和18年）
  - 6月 - 愛知県生産増強委員会が南部循環線計画を全会一致で可決[1]。
  - 10月1日 - 笠寺線 新瑞橋 - 笠寺西門前間開通。笠寺線全通。
- 1944年（昭和19年）
  - 7月 - 南部循環線計画のため他線区から資材を転用[1]。
  - 7月31日 - 東臨港線 大江（仮） - 六号地間開通。
  - 8月3日 - 笠寺延長線 笠寺西門前 - 笠寺駅前間開通。笠寺延長線全通。
  - 8月29日 - 東臨港線 北頭 - 大江間開通。
  - 10月24日 - 東臨港線 大江 - 大江（仮）間開通。大江仮停留場廃止。
  - 11月30日 - 東臨港線 笠寺駅前 - 北頭間開通。東臨港線全通（南部循環線全通）。
  - 12月7日 - 昭和東南海地震により大江跨線橋崩落。数日後復旧[1]。
- 1945年（昭和20年）5月17日 - 東臨港線 大江 - 六号地間休止。
- 1948年（昭和23年）1月4日 - 休止区間の軌道撤去。
- 1952年（昭和27年）5月3日 - 東臨港線 大江 - 六号地間復活[8]。
- 1960年（昭和35年）7月1日 - 大江停留場を東港通停留場、六号地停留場を大江町停留場に改称。
- 1962年（昭和37年）8月31日（18日?[11]） - 東臨港線 東港通 - 加福町間複線化。
- 1964年（昭和39年）1月17日 - 新設軌道だった笠寺跨線橋を併用軌道の跨線橋に切替[12]。
- 1967年（昭和42年）3月17日 - 新設軌道だった大江跨線橋を併用軌道の跨線橋に切替[11]。
- 1974年（昭和49年）3月31日 - 全廃。

## 停留場
| 路線名     | 停留場名     | 読み                       | キロ程 | 接続路線                                                             |
| ---------- | ------------ | -------------------------- | ------ | -------------------------------------------------------------------- |
| 笠寺線     | 新瑞橋       | あらたまばし               | 0.0    | 名古屋市電：循環東線 名古屋市営地下鉄：4号線（新瑞橋駅） ※最終日のみ |
| 笠寺線     | 新郊通一丁目 | しんこうどおりいっちょうめ | 0.5    |                                                                      |
| 笠寺線     | 新郊通三丁目 | しんこうどおりさんちょうめ | 0.8    |                                                                      |
| 笠寺線     | 桜本町一丁目 | さくらほんまちいっちょうめ | 1.2    | 名鉄：名古屋本線（桜駅）                                             |
| 笠寺線     | 桜本町四丁目 | さくらほんまちよんちょうめ | 1.7    |                                                                      |
| 笠寺線     | 笠寺西門前   | かさでらにしもんまえ       | 2.1    | 名鉄：名古屋本線（本笠寺駅）                                         |
| 笠寺延長線 | 笠寺西門前   | かさでらにしもんまえ       | 0.0    | 名鉄：名古屋本線（本笠寺駅）                                         |
| 笠寺延長線 | 本城中学前   | ほんじょうちゅうがくまえ   | 0.5    |                                                                      |
| 笠寺延長線 | 笠寺駅前     | かさでらえきまえ           | 0.8    | 国鉄：東海道本線（笠寺駅）                                           |
| 東臨港線   | 笠寺駅前     | かさでらえきまえ           | 0.0    | 国鉄：東海道本線（笠寺駅）                                           |
| 東臨港線   | 北頭         | きたがしら                 | 0.6    |                                                                      |
| 東臨港線   | 港東通       | こうとうどおり             | 1.6    | 名鉄：常滑線・築港線（大江駅）                                       |
| 東臨港線   | 加福町       | かふくちょう               | 2.5    |                                                                      |
| 東臨港線   | 大江町       | おおえちょう               | 2.9    | 名古屋市電：大江線 名鉄：築港線（東名古屋港駅）                      |